# Ґонсьорово (Дзялдовський повіт)
Ґонсьорово (пол. Gąsiorowo, нім. Ganshorn bei Gilgenburg) — село в Польщі, у гміні Дзялдово Дзялдовського повіту Вармінсько-Мазурського воєводства.
Населення — 241 особа (2011).

## Демографія
Демографічна структура станом на 31 березня 2011 року:
|          | Загалом | Допрацездатний вік | Працездатний вік | Постпрацездатний вік |
| -------- | ------- | ------------------ | ---------------- | -------------------- |
| Чоловіки | 121     | 34                 | 80               | 7                    |
| Жінки    | 120     | 40                 | 66               | 14                   |
| Разом    | 241     | 74                 | 146              | 21                   |